# Samuel Dlamini
Samuel Dlamini (* unbekannt in Eswatini) ist ein ehemaliger eswatinischer Fußballspieler auf der Position des Mittelfelds. Er war zuletzt für die Mbabane Highlanders und die Eswatinische Fußballnationalmannschaft aktiv. Sein Spitzname lautet Chippa.

## Karriere

### Verein
Seine Vereinskarriere begann Dlamini in seiner eswatinischen Heimat, wo er ab dem Jahr 1990 im Kader des Hauptstadtklubs Mbabane Highlanders FC stand. Ob er dem Verein bereits davor angehörte, ist aus den Quellen hingegen nicht ersichtlich. Hier gewann er an der Seite von Simon Thwala und Stürmer Lucky Dlamini, im Finale des Swazi Cup 1990 gegen die Moneni Pirates (1:0), seinen ersten Nationalen Vereinstitel. Ob Dlamini im Jahr darauf auch mit der Mannschaft am African Cup Winners’ Cup teilnahm und die eswatinische Meisterschaft gewann, ist in den Quellen nicht belegt. Zudem ist ebenfalls nicht bekannt, ob er seine Karriere nach Ablauf der Saison 1990 beendete, weiterhin im Kader der Mbabane Highlanders verblieb oder zu einem anderen Verein wechselte und dort seine Karriere fortführte.

### Nationalmannschaft
Sein Debüt für die Eswatinische Fußballnationalmannschaft gab Dlamini am 23. Januar 1990, im Rahmen eines Freundschaftsspiels unter den damaligen Trainer Mbuso Dlamini, gegen die Mannschaft des afrikanischen Staates Malawi (0:0). Sieben Monate später erfolgte sein zweiter Länderspieleinsatz beim ebenfalls torlosen Remis gegen die Mannschaft aus Mosambik. Seinen letzten Einsatz im Trikot der Sihlangu bestritt er am 2. September 1990, im Rahmen der Qualifikation zum Afrika-Cup 1992, gegen die Mannschaft des afrikanischen Staates Angola (1:1).

### Erfolge
Verein
- Eswatinischer Pokalsieger: 1990